# Ebersdorf an der Donau
Die Herrschaft Ebersdorf an der Donau war eine Grundherrschaft im Viertel unter dem Wienerwald im Erzherzogtum Österreich unter der Enns, dem heutigen Niederösterreich.

## Ausdehnung
Die Herrschaft umfasste zuletzt die Ortsobrigkeit über Schwechat, Ebersdorf, Albern und Mannswörth. Der Sitz der Verwaltung befand sich im Schloss Kaiserebersdorf.

## Geschichte
Letzter Besitzer der Stiftungsfondsherrschaft war der k. k. Versorgungsfonds, bevor die Herrschaft nach den Reformen 1848/1849 aufgelöst wurde.